# Ultramicrotome
 (novembre 2023).
Si vous disposez d'ouvrages ou d'articles de référence ou si vous connaissez des sites web de qualité traitant du thème abordé ici, merci de compléter l'article en donnant les références utiles à sa vérifiabilité et en les liant à la section « Notes et références ».
Un ultramicrotome est un appareil de très grande précision qui permet des coupes de 80 à 100 nm d'épaisseur servant en microscopie électronique.

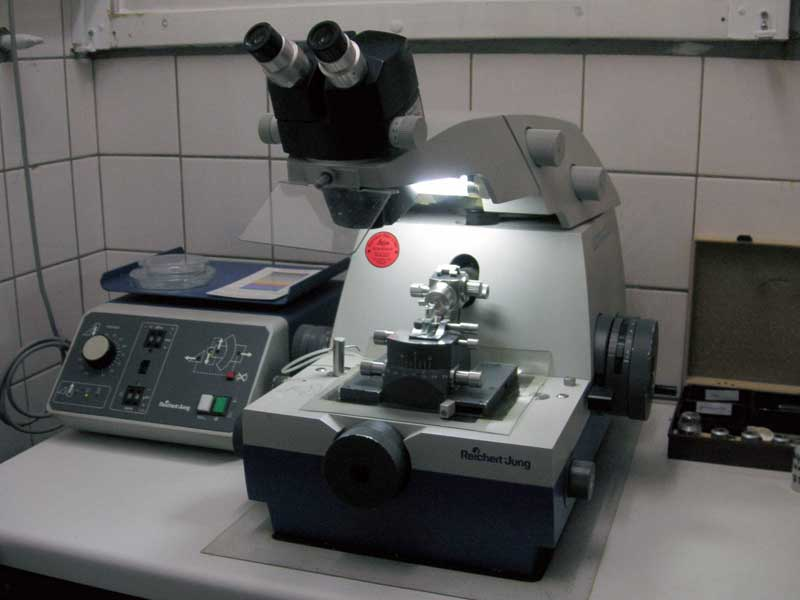
Un ultramicrotome.

Son fonctionnement est similaire au microtome. L'avance mécanique est remplacée par une avance thermique réglée par un dispositif électronique, le couteau d'acier est remplacé par un couteau de verre ou de diamant et les opérations se font sous le contrôle d'une loupe binoculaire. Les coupes sont recueillies par flottaison sur de l'eau puis transférées sur grilles et non sur lames avant de commencer a procéder au techniques de détection in situ ou au contracte (pas de coloration).